# Daewoo Tacuma
Daewoo Tacuma var en mellem 2000 og 2008 bygget kompakt MPV fra den sydkoreanske bilfabrikant GM Daewoo.
Bilen kom oprindeligt på markedet som Daewoo Tacuma, men blev i slutningen af 2004 efter at General Motors overtog distributionen af europæiske Daewoo-biler, omdøbt til Chevrolet Tacuma. Modellen udgik af produktion i slutningen af 2008, men efterfølgeren, Chevrolet Orlando, kom først på markedet i 2010.
I Uzbekistan bygges bilen siden 2008 af GM Uzbekistan. Derimod forsvandt Daewoo-modellen i efteråret 2008, da den rumænske fabrikant Daewoo Automobile S.A. blev opkøbt af en anden koncern.
Tacuma blev designet af Pininfarina på basis af Daewoo Nubira. Bilen sælges også som Daewoo Rezzo og i Sydafrika og Sydamerika som Chevrolet Vivant.

## Udstyrsvarianter
Tacuma fandtes i tre forskellige udstyrsvarianter:
- Basismodellen SE havde som standard fører-, forsædepassager- og sideairbags, servostyring og elektronisk startspærre.
- Modellen SX havde derudover tågeforlygter og bagrudevisker/vasker med intervalfunktion.
- Topmodellen CDX havde derudover regnsensor og alarmanlæg.

Tacuma havde som standard femtrins manuel gearkasse, mens CDX-modellen som ekstraudstyr kunne fås med firetrins automatgear og elektrisk skydetag. Bilen kunne fra importøren ombygges til autogasdrift.
Siden sin introduktion blev modellen kun faceliftet i slutningen af 2004, men forblev ellers i samme tekniske stand som ved introduktionen i 2000.

## Motorer
| Model         | Ventiler | Slagvolume cm³ | Max. effekt kW (hk) / omdr. | Max. drejningsmoment Nm / omdr. | Topfart km/t | Byggeår     |
| ------------- | -------- | -------------- | --------------------------- | ------------------------------- | ------------ | ----------- |
| Benzinmotorer |          |                |                             |                                 |              |             |
| 1.6           | 16       | 1598           | 77 (105) / 60001            | 142 / 3400                      | 1671         | 2002 − 2005 |
| 1.6           | 16       | 1598           | 79 (107) / 6000             | 142 / 3400                      | 167          | 2005 − 2008 |
| 1.8           | 8        | 1761           | 72 (98) / 58002             | 148 / 3600                      | 170          | 2000 − 2002 |
| 2.0           | 8        | 1998           | 77 (105) / 5000             | 161 / 2400                      | 182          | 2000 − 2002 |
| 2.0           | 16       | 1998           | 89 (121) / 5600             | 176 / 4000                      | 188          | 2000 − 2005 |
| 2.0           | 16       | 1998           | 90 (122) / 5600             | 176 / 4000                      | 180          | 2005 − 2008 |

1 1.6 for Frankrig og Østrig : Maks. effekt 66 kW (90 hk) ved 5200 omdr./min., topfart 162 km/t

2 1.8 for Frankrig: Maks. effekt 67 kW (91 hk) ved 5800 omdr./min.

## Særlige kendetegn
Chevrolet tilbød som en af de få fabrikanter Tacuma fra fabrikken med autogasanlæg. Gastanken blev monteret i stedet for reservehjulet i reservehjulsbrønden med et rumfang på 60 liter LPG. Bilens rækkevidde var dermed ca. 450 km.